# 강서체육공원축구장
강서체육공원축구장(江西體育公園蹴球場, Gangseo Sports Park Football Field)은 대한민국 부산광역시에 있는 스포츠 시설이다. 천연잔디 필드가 갖춰진 경기장이며, 2002년 6월에 준공되었다.

## 참고 문헌
- “강서체육공원축구장”. 부산광역시체육시설관리사업소.
- 〈강서체육공원〉. 《부산역사문화대전》. 한국학중앙연구원.
- 〈강서체육공원〉. 《대한민국 구석구석》. 한국관광공사.
- 《2023 전국 공공체육시설 현황 (2022년 12월말 기준)》. 대한민국 문화체육관광부. 2024.